# أماني أبو زيد
أماني أبو زيد هي خبيرة مساعدات تنموية مصرية. أصبحت مفوضة البنية التحتية والطاقة في الاتحاد الأفريقي، في أديس أبابا بمفوضية الاتحاد الأفريقي في 2017. كما عملت في منظمات دولية مثل بنك التنمية الأفريقي (AFDB)، وبرنامج الأمم المتحدة الإنمائي (UNDP) والوكالة الأمريكية للتنمية الدولية (USAID).

## سيرتها
درست الهندسة الكهربائية في جامعة القاهرة، وحصلت على شهادة البكالوريوس في الآداب من جامعة السوربون، كما حصلت على درجة الماجستير في إدارة المشاريع من جامعة سنجور في الإسكندرية وماجستير في الإدارة العامة من كلية كينيدي بجامعة هارفارد. وحصلت على درجة الدكتوراه في 1981 ثم حصلت على الدكتوراه الفخرية في التنمية الاجتماعية والاقتصادية من جامعة مانشستر في 2001.

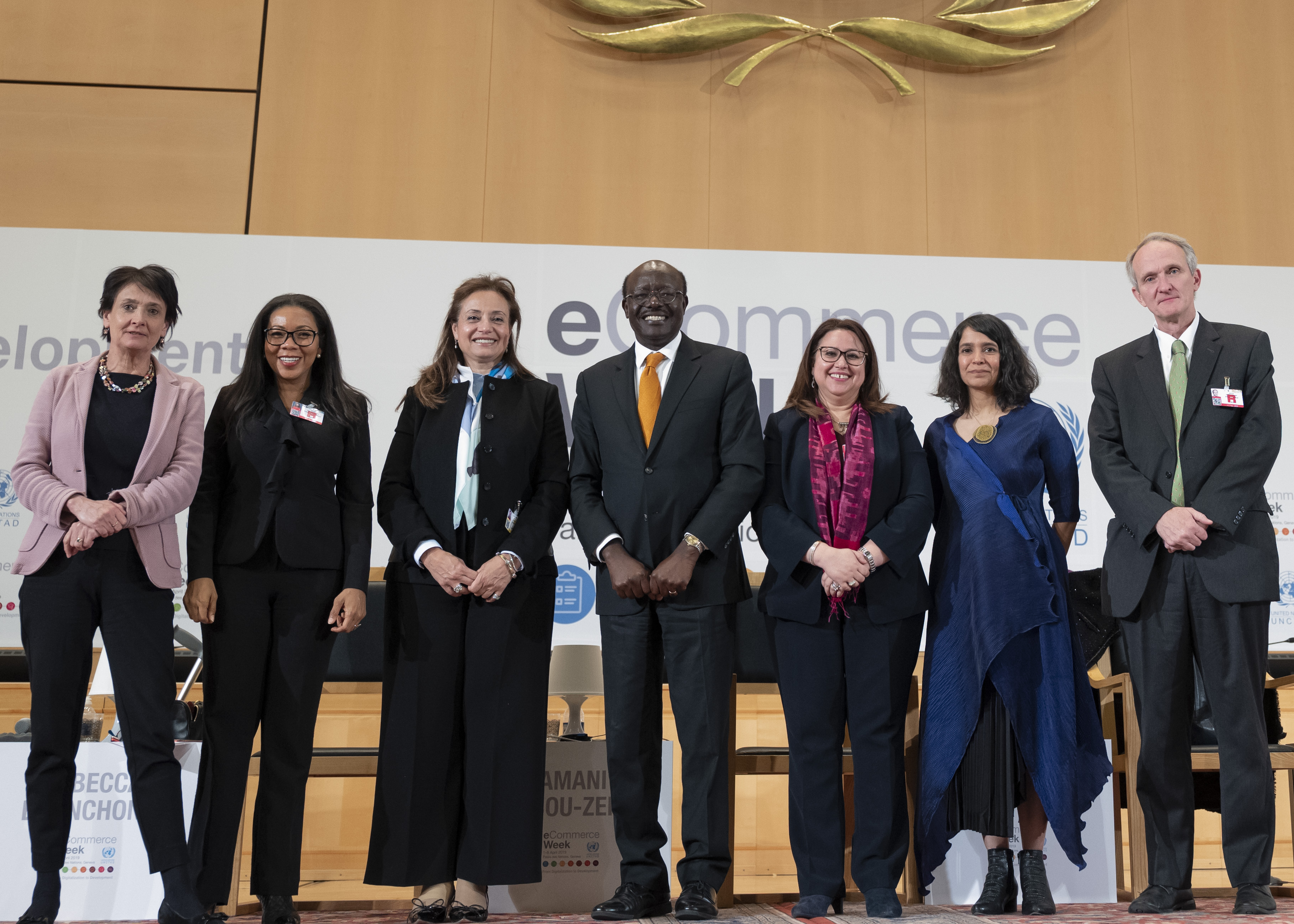
صورة جماعية لأسبوع التجارة الإلكترونية 2019: من اليسار إلى اليمين، إيموجين فولكينز مديرة الحوار، وريبيكا إينونشونغ، وأماني أبو زيد، وموخيسا كيتوي، وبثينة غيرمازي، ومالافيكا جايارام، وديفيد بورتيوس.

عملت أماني لمدة 30 عاماً في المنظمات الدولية في مجالات البنية التحتية والطاقة، بما في ذلك برنامج الأمم المتحدة الإنمائي (UNDP) والوكالة الأمريكية للتنمية الدولية (USAID). كما عملت في العديد من البلدان الأفريقية بالإضافة إلى فرنسا والمملكة المتحدة وكندا. وشغلت مناصب عليا في بنك التنمية الأفريقي، كان آخرها مديرة مركز أفريقيا للموارد الطبيعية حتى 2017. تدعم هذه المؤسسة الحكومات الأفريقية في الاستخدام الفعال والشامل للموارد الطبيعية. على سبيل المثال، توسطت أماني أبو زيد بين بنك التنمية الأفريقي والمغرب لإنجاز أكبر مجمع للطاقة الشمسية في العالم (نور) في 2018. بخلاف ذلك، ساهمت بجهد كبير في منح البنك قروضاً منخفضة الفائدة للدول الأفريقية ذات الدخل المنخفض. انتُخبت أماني أبو زيد كأحد المفوضين الثمانية للاتحاد الأفريقي في 2017، وتولت مهام البنية التحتية والطاقة. صنفتها مؤسسة أقانس ميديا كواحدة من أفضل 100 امرأة أفريقية في 2019. وكانت المصرية الوحيدة، بجانب التونسية آية الشابي الوحيدتين من شمال أفريقيا.
أُقر تعيينها كمفوضة للاتحاد الأفريقي في أديس أبابا لمدة أربع سنوات أخرى في 2021، حيث تولت أيضاً مسؤولية السياحة وتكنولوجيا المعلومات والاتصالات. وتنافس في هذه الانتخابات 25 مرشحاً من 18 دولة إفريقية مختلفة. وبحصولها على 50 صوتاً، حازت أماني أبو زيد على أصوات أكثر من أي مرشح سابق. وهي تشرف على برامج مثل سوق النقل الجوي الأفريقي الموحد ولجنة النطاق العريض الأفريقية ضمن عملها في الاتحاد الأفريقي.
استضاف إمرسون منانغاغوا، رئيس زيمبابوي، قمة أفريقيا الذكية في زيمبابوي في 2023. حيث حضر المؤتمر خمسة رؤساء دول، من بينهم بول كاغامه رئيس رواندا الذي يرأس المجلس الرئيسي لإدارة أفريقيا الذكية. وكان من بين المفوضين والقادة من لجنة النطاق العريض أماني أبو زيد، وكاغامه، ودورين بوغدان-مارتن من الاتحاد الدولي للاتصالات، نائب الرئيس المشارك للجنة النطاق العريض، ولاسينا كوني، المدير العام لأفريقيا الذكية، وباولا إنجابير، وزيرة تكنولوجيا المعلومات والاتصالات والابتكار في رواندا. الابتكار، أوريلي آدم-سولي زومارو، وزيرة الاقتصاد الرقمي والاتصالات في بنين، وأورسولا أوسو-إيكوفول، وزيرة الاتصالات والرقمنة في غانا.